# Birnhorn
Il Birnhorn (2.634 m s.l.m.) è la montagna più alta dei Monti dello Stein nelle Alpi Settentrionali Salisburghesi. Si trova nel Salisburghese (Distretto di Zell am See).

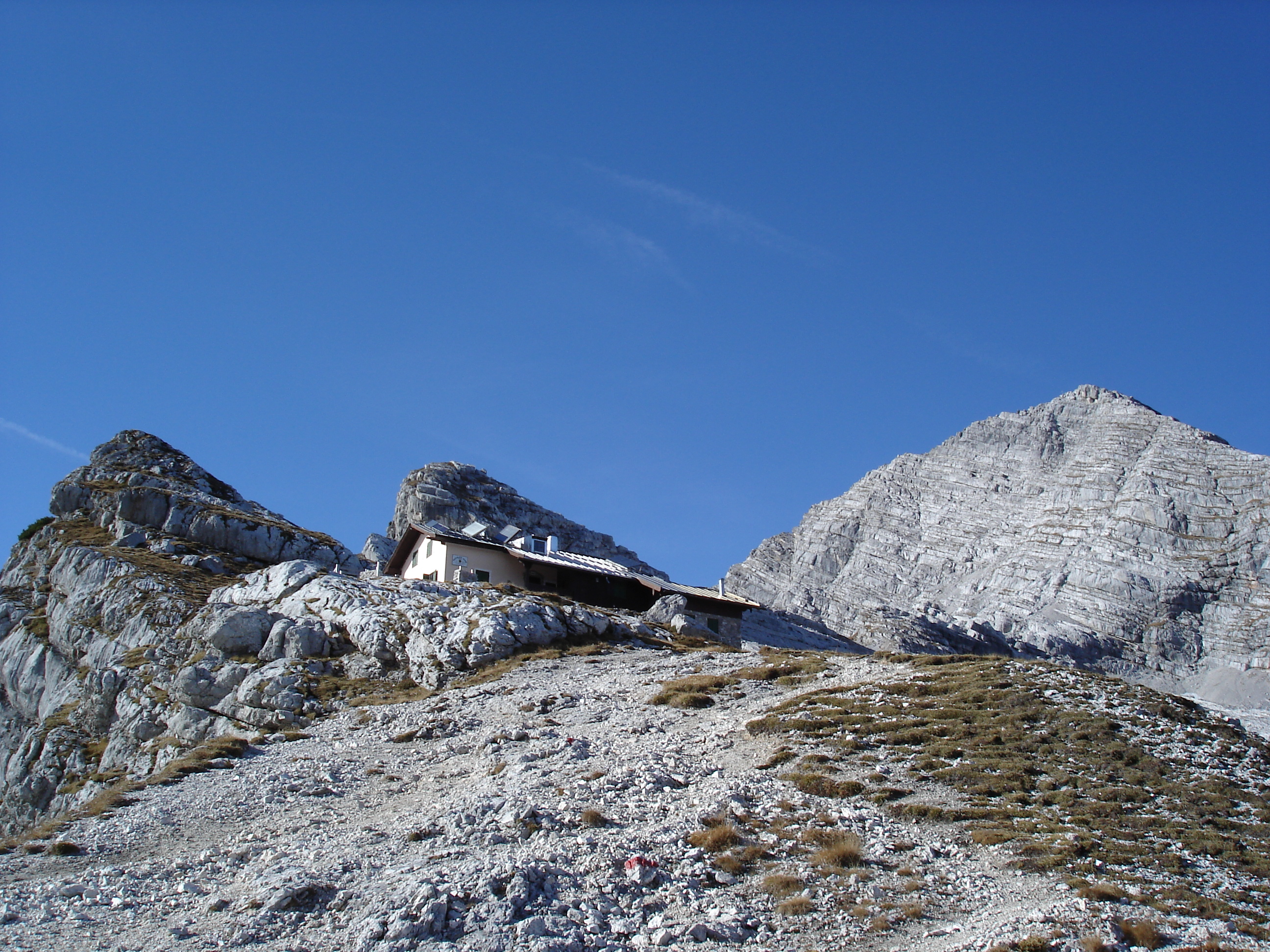
La Passauer Hütte ed il Birnhorn.